# Johan Claassen
Pour les articles homonymes, voir Claassen.

a Compétitions nationales et continentales officielles uniquement.

b Matchs officiels uniquement.
Johannes Theodorus Claassen, dit Johan Claassen, né le 23 septembre 1929 à Prince Albert et mort le 6 janvier 2019 à Pretoria, est un joueur de rugby sud-africain, évoluant au poste de deuxième ligne.

## Carrière
Johan Claassen devient capitaine des Springboks en 1958, pour affronter les Français.
En 1962, il participe aux quatre test matchs contre l'équipe des Lions et il conduit les Springboks dans une série victorieuse.
Enfin, il est le sélectionneur national de l'équipe des Springboks dans les années 1970.

## Club
- Western Transvaal

## Palmarès
- 28 sélections dont 9 en tant que capitaine.
- 2 essais, 2 transformations
- 10 points
- Sélections par saison : 4 en 1955, 6 en 1956, 2 en 1958, 6 en 1960, 6 en 1961, 4 en 1962.